# Piotr Ivashko
Piotr Ivashko, también transliterado como Piotr Ivashka –en ruso, Пётр Ивашко; en bielorruso, Пётр Івашка– (Sianno, 25 de agosto de 1971), es un deportista bielorruso que compitió en biatlón. Ganó tres medallas de oro en el Campeonato Mundial de Biatlón entre los años 1996 y 1999.

## Palmarés internacional
| Campeonato Mundial | Campeonato Mundial      | Campeonato Mundial | Campeonato Mundial |
| Año                | Lugar                   | Medalla            | Prueba             |
| ------------------ | ----------------------- | ------------------ | ------------------ |
| 1996               | Ruhpolding (Alemania)   | Medalla de oro     | Equipo             |
| 1997               | Osrblie (Eslovaquia)    | Medalla de oro     | Equipo             |
| 1999               | Kontiolahti (Finlandia) | Medalla de oro     | Relevos            |